# Лоскутовский припоселковый кедровник
Лоскутовский припоселковый кедровник — массив кедрового леса, расположенный между селом Богашёво и дачным посёлком Старое Лоскутово, в 18 км на юго-восток от города Томска. Ботанический памятник природы областного значения. Высота деревьев составляет от 15,5 до 23,7 м, возраст — 125—160 лет. Место отдыха населения, а также место сбора дикоросов.
Кедровник объявлен памятником природы с целью сохранения ценного лесного массива, имеющего рекреационное значение, а также для обеспечения устойчивости биологического разнообразия. Общая площадь особо охраняемой природной территории 157,5 га.